# Drážovce
Drážovce – wieś (obec) na Słowacji położona w kraju bańskobystrzyckim, w powiecie Krupina. Pierwsze wzmianki o miejscowości pochodzą z roku 1135.
Według danych z dnia 31 grudnia 2012, wieś zamieszkiwały 143 osoby, w tym 73 kobiety i 70 mężczyzn.
W 2001 roku pod względem narodowości i przynależności etnicznej 98,48% mieszkańców stanowili Słowacy, a 1,52% Węgrzy.
Ze względu na wyznawaną religię struktura mieszkańców kształtowała się w 2001 roku następująco:
- Katolicy rzymscy – 57,58%
- Grekokatolicy – 0,76%
- Ewangelicy – 37,88%
- Ateiści – 3,03%
- Nie podano – 0,76%